# Haute vallée de l'Ariège
La  haute vallée de l'Ariège est une vallée des Pyrénées françaises située dans le département de l'Ariège en région Occitanie, France.
Le centre de la vallée correspond au haut cours de la rivière Ariège qui prend sa source au cirque de Font Nègre, près de la frontière franco-andorrane, jusqu'à Tarascon-sur-Ariège, où la vallée s'élargit en quittant les zones de moyenne montagne.
C'est une ancienne vallée glaciaire, qui depuis sa source est d'abord orientée nord-nord-est jusqu'à Ax-les-Thermes, où elle se connecte avec la vallée d'Orlu, avant de bifurquer direction nord-ouest jusqu'à Tarascon-sur-Ariège où elle se connecte avec la vallée de Vicdessos.
Administrativement, la haute vallée de l'Ariège se trouve principalement dans le canton de Haute-Ariège, sa partie finale avant Tarascon étant dans le canton du Sabarthès.

## Géographie

### Topographie
L'Ariège prend sa source au lac Noir, dans le cirque de Font Nègre, aux environs du Pas de la Case et du port d'Envalira, un des plus hauts cols des Pyrénées (2 400 m). Quittant le cirque glaciaire, la vallée devient profonde dès la commune de L'Hospitalet-près-l'Andorre, suivant le sillon glaciaire dans une direction nord-nord-est jusqu'à Ax-les-Thermes. Cette partie de la vallée est la plus étroite, la rivière ayant continué à creuser son lit après le retrait glaciaire. Cette partie de la vallée est coincée entre les montagnes de l'Hospitalet à l'ouest, et l'extension du massif du Carlit à l'est.
À Ax-les-Thermes, la vallée se connecte sur sa droite avec la vallée d'Orlu, aussi une ancienne vallée glaciaire mais plus large. La conséquence est que la vallée s'élargit et prend une direction nord-ouest, comme la vallée d'Orlu. La rivière Ariège y double aussi son débit, recevant les eaux de l'Oriège et de la Lauze. Cette partie de la vallée est coincée entre le massif de l'Aston au sud, et le massif de Tabe au nord.
Juste avant Tarascon-sur-Ariège, la vallée se connecte avec la vallée de Vicdessos et bifurque alors vers le nord. Au niveau de Tarascon, l'Ariège passe par un goulot d'étranglement entre le massif des Trois-Seigneurs, puis de l'Arize à l'ouest, et le massif de Tabe à l'est. La vallée se resserre alors brusquement, mais le relief descendant rapidement après ce goulot, la vallée s'élargit à nouveau rapidement. Après un dernier goulot d'étranglement au niveau de Foix, dû au passage à travers le massif du Plantaurel, la vallée fait place à la plaine d'Ariège.

### Géologie
La haute vallée de l'Ariège présente des falaises calcaires avec un réseau karstique développé.

## Activités humaines
De nombreuses communes se trouvent dans la haute-vallée de l'Ariège, celle-ci étant l'une des plus larges du Haut-Ariège. C'est surtout l'axe de communication unique depuis la France vers l'Andorre via la route nationale 20. En haut de la vallée, le tunnel routier du Puymorens et le tunnel ferroviaire du Puymorens permettent aussi de communiquer avec la Cerdagne puis la Catalogne en Espagne.

### Hydroélectricité
La haute vallée de l'Ariège compte une production hydroélectrique conséquente, répartie sur sept centrales hydroélectriques alimentées par des barrages ou des captages, y compris avec une galerie prélevant de l'eau du Carol dans l'étang du Lanoux (Pyrénées-Orientales) sur le bassin versant de l'Èbre.

### Protection environnementale
- ZNIEFF Rive gauche de la haute vallée de l'Ariège[3]
- ZNIEFF Massif de l'Aston et haute vallée de l'Ariège[4]